# Aleksandrów (obwód grodzieński)
Aleksandrów – dawny zaścianek leżący w miejscu obecnie na Białorusi, w obwodzie grodzieńskim, w rejonie grodzieńskim, w sielsowiecie Ejsymonty.

## Historia
W latach 1921–1939 zaścianek leżał w Polsce, w województwie białostockim, w powiecie grodzieńskim, w gminie Wielkie Ejsymonty. 
Miejscowość należała do parafii prawosławnej w Wielkich Ejsymontach. Podlegała pod Sąd Grodzki w Indurze i Okręgowy w Grodnie; właściwy urząd pocztowy mieścił się w Wielkich Ejsymontach.
W wyniku napaści ZSRR na Polskę we wrześniu 1939 miejscowość znalazła się pod okupacją sowiecką. 2 listopada została włączona do Białoruskiej SRR. 4 grudnia 1939 włączona do nowo utworzonego obwodu białostockiego. Od czerwca 1941 roku pod okupacją niemiecką. 22 lipca 1941 r. włączona w skład okręgu białostockiego III Rzeszy. W 1944 miejscowość została ponownie zajęta przez wojska sowieckie i włączona do obwodu grodzieńskiego Białoruskiej SRR.
Od 1991 wchodzi w skład Białorusi.